# John Wayne
John Wayne, egentligen Marion Mitchell Morrison, ursprungligen Marion Robert Morrison, född 26 maj 1907 i Winterset, Iowa, död 11 juni 1979 i Newport Beach, Kalifornien, var en amerikansk skådespelare, regissör och producent.

## Namnen
John Waynes farfar var en veteran från Amerikanska inbördeskriget vid namn Marion Mitchell Morrison och efter honom fick han namnet Marion. Ett par år senare fick han en bror, och föräldrarna gav brodern namnet Robert och lät den äldre sonen få båda farfaderns förnamn. Han började kallas "Little Duke" för att han hade en hund vid namn Duke och senare började smeknamnet Duke användas om honom själv. I en tidig film med Republic Pictures fick han namnet Michael Burns och han gjorde en filmroll med namnet Duke Morrison i rollistan, Words and Music från 1929. Till nästa större roll, Mot lyckans land (The Big Trail) från 1930,  beslutade regissören Raoul Walsh och studion att han skulle kallas John Wayne utan skådespelarens vetskap. Först föreslogs Anthony Wayne efter generalen i amerikanska frihetskriget Mad Anthony Wayne, men det uppfattades för italienskt och till slut bestämdes John Wayne. Utanför mediala sammanhang kallade han sig själv för Duke Morrison och tilltalades Duke.

## Biografi
Wayne började sin karriär på 1920-talet i stumfilmer, och kom att bli en av de största amerikanska filmstjärnorna från 1940-talet till 1970-talet. Han är främst känd för sina western- och andra världskrigsfilmer, men han medverkade i filmer i alla möjliga genrer, biografier, romantiska komedier, polisfilmer med mera. Han var urtypen för en särskild kärv individualistisk manlighet och har blivit en bestående amerikansk ikon.

## Galleri

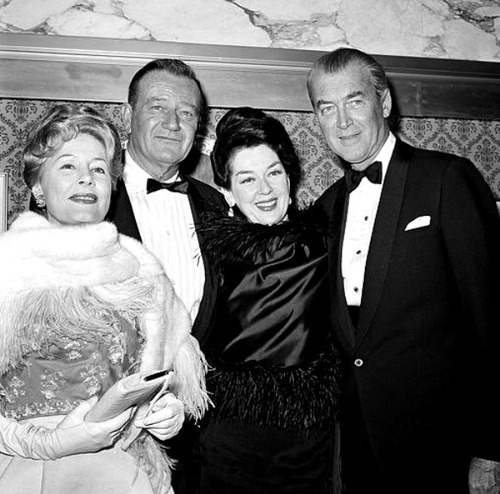
John Wayne med James Stewart, Rosalind Russell och Irene Dunne vid premiären på Så vanns vilda västern 1962.
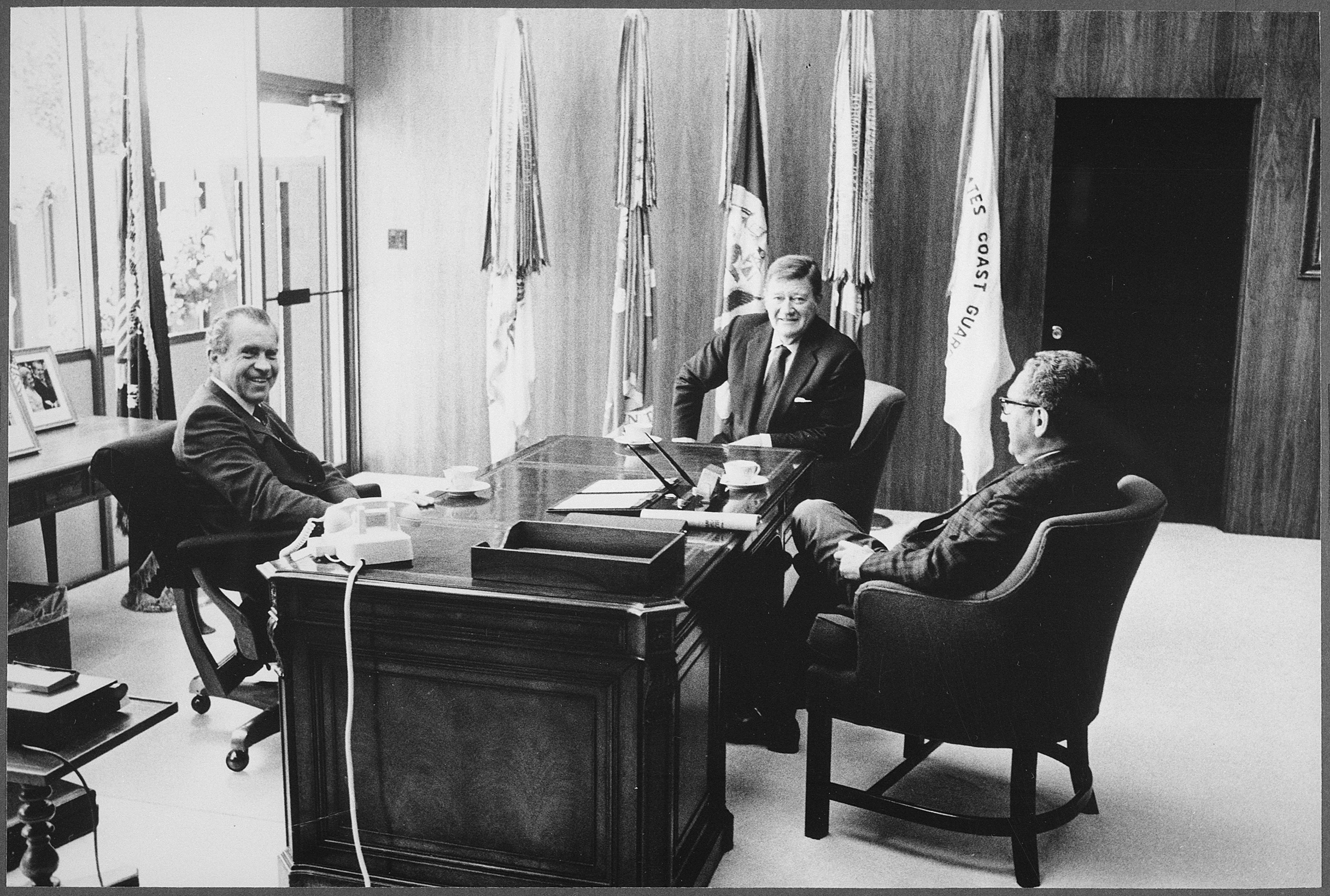
John Wayne i mitten med Richard M. Nixon och Henry Kissinger 1972.
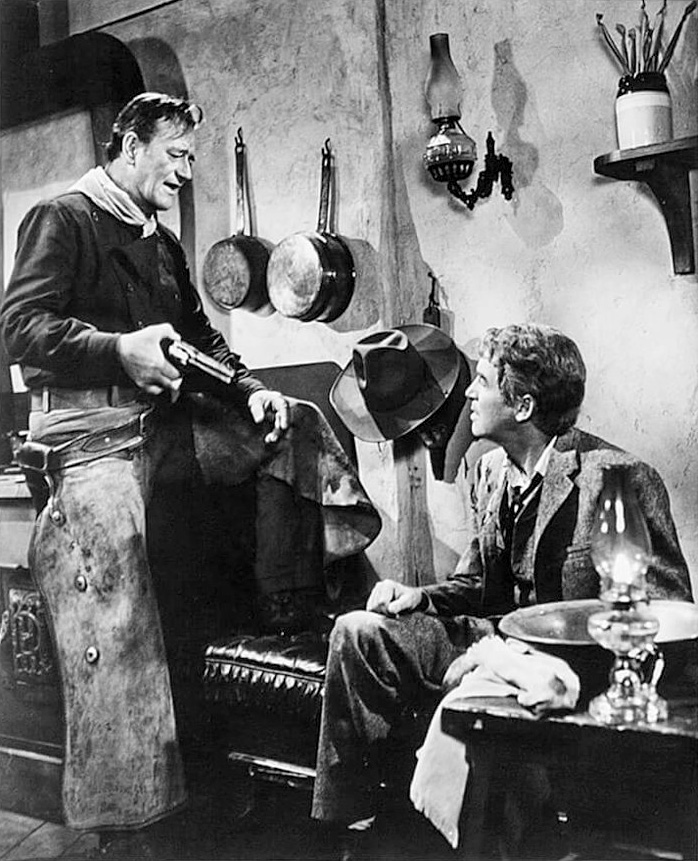
John Wayne och James Stewart i Mannen som sköt Liberty Valance 1962.
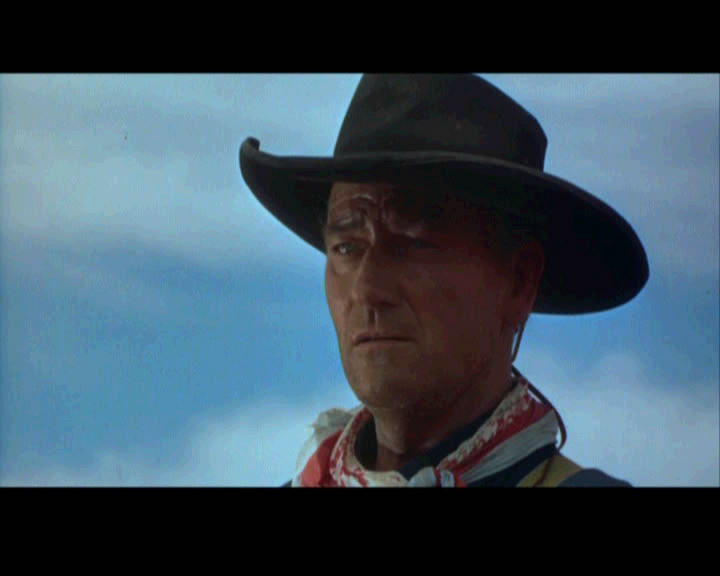
John Wayne i Förföljaren 1956.
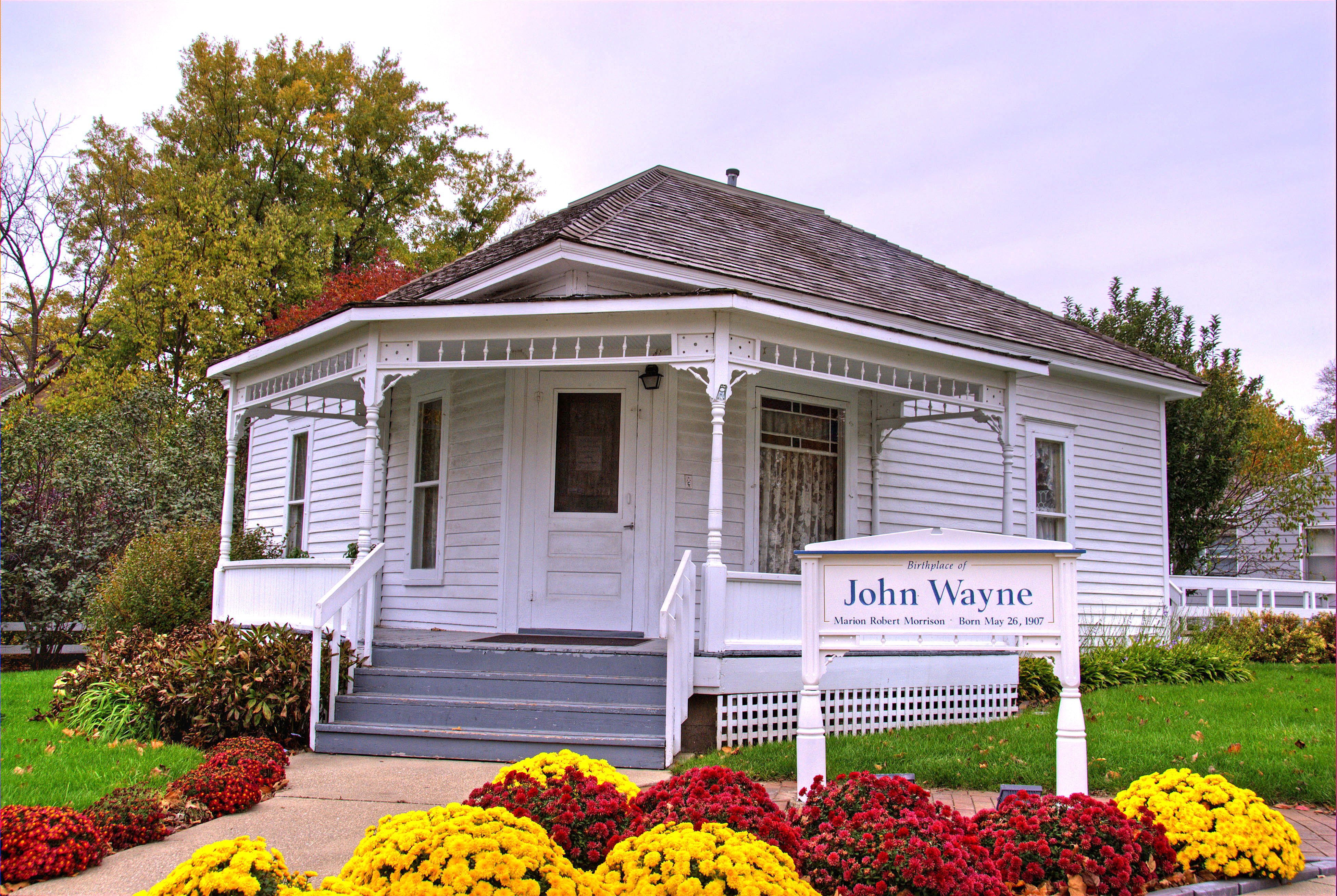
John Waynes födelsehem i Winterset, Iowa
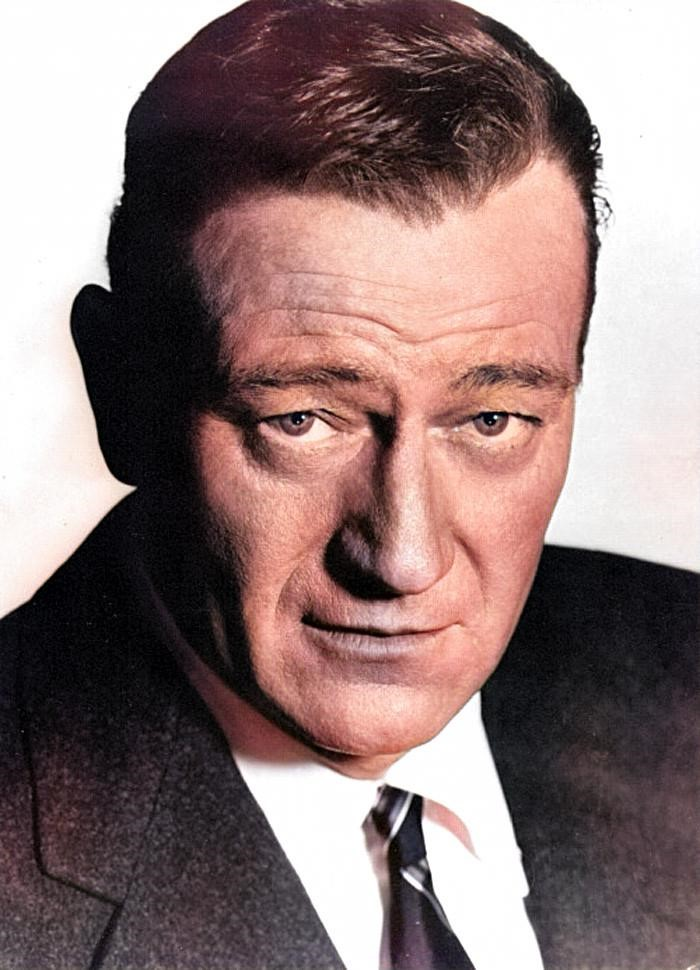
John Wayne 1965.

## Filmografi
| År   | Titel                                                      | Roll                                     | Regissör                                                             | Filmstudio           | Refs.                |
| ---- | ---------------------------------------------------------- | ---------------------------------------- | -------------------------------------------------------------------- | -------------------- | -------------------- |
| 1926 | Brown of Harvard                                           | Fotbollsspelare för Yale                 | Jack Conway                                                          | MGM                  | [ 4 ]                |
| 1926 | Bardelys the Magnificent                                   | Vakt                                     | King Vidor                                                           | MGM                  | [ 5 ]                |
| 1926 | Det stora tågrånet                                         | Statist                                  | Lewis Seiler                                                         | Fox                  | [ 6 ]                |
| 1927 | Annie Laurie                                               | Statist                                  | John S. Robertson                                                    | MGM                  | [ 7 ]                |
| 1927 | The Draw-Back                                              | Opposing Football Player (okrediterad)   | Norman Taurog                                                        | Goodwill Productions |                      |
| 1927 | Glitter                                                    | Statist                                  | Millard Webb                                                         | FN                   | [ 8 ]                |
| 1927 | Seeing Stars                                               | Tall Boy (okrediterad)                   | Stephen Roberts                                                      | Mermaid Comedies     |                      |
| 1928 | Mother Machree                                             | Statist                                  | John Ford                                                            | Fox                  | [ 9 ]                |
| 1928 | Four Sons                                                  | Statist                                  | John Ford                                                            | Fox                  | [ 10 ]               |
| 1928 | Hangman's House                                            | Horse Race Spectator / Condemned Man     | John Ford                                                            | Fox                  | [ 11 ]               |
| 1928 | Noah's Ark                                                 | Statist                                  | Michael Curtiz                                                       | WB                   | [ 12 ]               |
| 1929 | Speakeasy                                                  | Statist                                  | Benjamin Stoloff                                                     | Fox                  | [ 13 ]               |
| 1929 | Öster om Suez                                              | Statist                                  | John Ford                                                            | Fox                  | [ 14 ]               |
| 1929 | Words and Music                                            | Pete Donahue                             | James Tinling                                                        | Fox                  | [ 15 ]               |
| 1929 | Salute                                                     | Bill, Midshipman                         | John Ford                                                            | Fox                  | [ 16 ]               |
| 1929 | The Forward Pass                                           | Statist                                  | Eddie Cline                                                          | Fox                  | [ 17 ]               |
| 1930 | Män utan kvinnor                                           | Radioman on surface (okrediterad)        | John Ford                                                            | Fox                  | [ 18 ]               |
| 1930 | Born Reckless                                              | Soldat                                   | John Ford Andrew Bennison                                            | Fox                  | [ 19 ]               |
| 1930 | Rough Romance                                              | Lumberjack                               | A.F. Erickson                                                        | Fox                  | [ 20 ]               |
| 1930 | Cheer Up and Smile                                         | Bit role                                 | Sidney Lansfield                                                     | Fox                  | [ 21 ]               |
| 1930 | Mot lyckans land                                           | Breck Coleman                            | Raoul Walsh                                                          | Fox                  | [ 22 ] [ 23 ]        |
| 1931 | Girls Demand Excitement                                    | Peter Brooks                             | Seymour Felix                                                        | Fox                  | [ 24 ]               |
| 1931 | Three Girls Lost                                           | Gordon Wales                             | Sidney Lansfield                                                     | Fox                  | [ 25 ]               |
| 1931 | The Virtuous Wife                                          | Lt. Bob Denton                           | George B. Seitz                                                      | Col                  | [ 26 ]               |
| 1931 | The Deceiver                                               | Reginald Thorpe's corpse                 | Louis King                                                           | Col                  | [ 27 ]               |
| 1931 | The Range Feud                                             | Clint Turner                             | D. Ross Letterman                                                    | Col                  | [ 28 ] [ 29 ]        |
| 1931 | Maker of Men                                               | Dusty Rhodes                             | Edward Sedgwick                                                      | Col                  | [ 30 ]               |
| 1932 | The Shadow of the Eagle                                    | Craig McCoy                              | Ford Beebe                                                           | Mas                  | [ 31 ]               |
| 1932 | Texas Cyclone                                              | Steve Pickett                            | D. Ross Lederman                                                     | Col                  | [ 32 ]               |
| 1932 | Two-Fisted Law                                             | Duke                                     | D. Ross Lederman                                                     | Col                  | [ 33 ] [ 34 ]        |
| 1932 | Hårda viljor                                               | Buzz Kinney                              | Stephen Roberts                                                      | Par                  | [ 35 ]               |
| 1932 | The Hurricane Express                                      | Larry Baker                              | Armand Schaefer J.P. McGowan                                         | Mas                  | [ 36 ]               |
| 1932 | Ryttaren från Texas                                        | John Drury                               | Fred Allen                                                           | WB                   | [ 37 ] [ 38 ]        |
| 1932 | That's My Boy                                              | Football Player                          | Roy William Neill                                                    | Col                  | [ 39 ]               |
| 1932 | Panik över prärien                                         | John Steele                              | Tenny Wright                                                         | WB                   | [ 40 ] [ 41 ]        |
| 1932 | Spökstaden                                                 | John Mason                               | Mack V. Wright                                                       | WB                   | [ 42 ] [ 43 ]        |
| 1933 | The Telegraph Trail                                        | John Trent                               | Tenny Wright                                                         | WB                   | [ 44 ] [ 45 ]        |
| 1933 | The Three Musketeers - Desert Command (1946)               | Tom Wayne                                | Armand Schaefer Colbert Clark                                        | Mas                  | [ 46 ]               |
| 1933 | Spökflygaren                                               | Co-pilot in wreck                        | William Wellman                                                      | WB                   | [ 47 ]               |
| 1933 | Banditernas överman                                        | John Bishop                              | Mack V. Wright                                                       | WB                   | [ 48 ] [ 49 ]        |
| 1933 | His Private Secretary                                      | Dick Wallace                             | Philip H. Whitman                                                    | WB                   | [ 50 ]               |
| 1933 | The Life of Jimmy Dolan                                    | Smith                                    | Archie Mayo                                                          | WB                   | [ 51 ]               |
| 1933 | En farlig kvinna                                           | Jimmy McCoy                              | Alfred E. Green                                                      | WB                   | [ 52 ]               |
| 1933 | Kaliforniens riddare                                       | Capt. John Holmes                        | Mack V. Wright                                                       | WB                   | [ 53 ] [ 54 ]        |
| 1933 | Riders of Destiny                                          | Sandy Saunders ("Singing Sandy")         | R.N. Bradbury                                                        | Mono                 | [ 55 ] [ 56 ]        |
| 1933 | The Sweetheart of Sigma Chi                                | Bit part                                 | Edwin L. Marin                                                       | WB                   | [ 57 ]               |
| 1933 | College Coach                                              | Student                                  | William Wellman                                                      | WB                   | [ 58 ]               |
| 1933 | Sagebrush Trail (B&W) An Innocent Man' (Color)             | John Brant                               | Armand Schaefer                                                      | Mono                 | [ 59 ] [ 60 ]        |
| 1934 | The Lucky Texan (B&W) - Gold Strike River (Color)          | Jerry Mason                              | R.N. Bradbury                                                        | Mono                 | [ 61 ] [ 62 ]        |
| 1934 | West of the Divide                                         | Ted Hayden                               | R.N. Bradbury                                                        | Mono                 | [ 63 ] [ 64 ]        |
| 1934 | Dynamitpasset (B&W) - Stolen Goods (Color)                 | John Carruthers                          | R.N. Bradbury                                                        | Mono                 | [ 65 ] [ 66 ]        |
| 1934 | The Man from Utah                                          | John Westen                              | R.N. Bradbury                                                        | Mono                 | [ 67 ] [ 68 ]        |
| 1934 | Randy Rides Alone                                          | Randy Bowers                             | Harry L. Fraser                                                      | Mono                 | [ 69 ] [ 70 ]        |
| 1934 | The Star Packer                                            | John Travers                             | R.N. Bradbury                                                        | Mono                 | [ 71 ] [ 72 ]        |
| 1934 | The Trail Beyond                                           | Rod Drew                                 | R.N. Bradbury                                                        | Mono                 | [ 73 ] [ 74 ]        |
| 1934 | The Lawless Frontier                                       | John Tobin                               | R.N. Bradbury                                                        | Mono                 | [ 75 ] [ 76 ]        |
| 1934 | 'Neath the Arizona Skies                                   | Chris Morrell                            | Harry Fraser                                                         | Mono                 | [ 77 ] [ 78 ]        |
| 1935 | Texas Terror                                               | John Higgins                             | R.N. Bradbury                                                        | Mono                 | [ 79 ] [ 80 ]        |
| 1935 | Rainbow Valley                                             | John Martin                              | R.N. Bradbury                                                        | Mono                 | [ 81 ] [ 82 ]        |
| 1935 | The Desert Trail                                           | John Scott                               | Cullen Lewis                                                         | Mono                 | [ 83 ] [ 84 ]        |
| 1935 | The Dawn Rider (B&W) - Cold Vengence"" (Color)             | John Mason                               | R.N. Bradbury                                                        | Mono                 | [ 85 ] [ 86 ]        |
| 1935 | Det farofyllda spåret (B&W) - Guns Along The Trail (Color) | John Wyatt                               | Carl Pierson                                                         | Mono                 | [ 87 ] [ 88 ]        |
| 1935 | Westward Ho                                                | John Wyatt                               | R.N. Bradbury                                                        | Rep                  | [ 89 ] [ 90 ]        |
| 1935 | The New Frontier                                           | John Dawson                              | Carl Pierson                                                         | Rep                  | [ 91 ]               |
| 1935 | Lawless Range                                              | John Middleton                           | R.N. Bradbury                                                        | Rep                  | [ 92 ] [ 93 ]        |
| 1936 | The Oregon Trail                                           | Capt. John Delmont                       | Scott Pembroke                                                       | Rep                  | [ 94 ] [ 95 ] [ 96 ] |
| 1936 | The Lawless Nineties                                       | John Tipton                              | Joseph Kane                                                          | Rep                  | [ 76 ] [ 97 ]        |
| 1936 | King of the Pecos                                          | John Clayborn                            | Joseph Kane                                                          | Rep                  | [ 98 ] [ 99 ]        |
| 1936 | The Lonely Trail                                           | Captain John Ashley                      | Joseph Kane                                                          | Rep                  | [ 100 ] [ 101 ]      |
| 1936 | Winds of the Wasteland (B&W) - Stagecoach Run (Color)      | John Blair                               | Mack V. Wright                                                       | Rep                  | [ 102 ] [ 103 ]      |
| 1936 | Sea Spoilers                                               | Bob Randall                              | Frank Strayer                                                        | Uni                  | [ 104 ]              |
| 1936 | Conflict                                                   | Pat Glendon                              | David Howard                                                         | Uni                  | [ 105 ]              |
| 1937 | California Straight Ahead!                                 | Biff Smith                               | Arthur Lubin                                                         | Uni                  | [ 106 ]              |
| 1937 | I Cover the War                                            | Bob Adams                                | Arthur Lubin                                                         | Uni                  | [ 107 ]              |
| 1937 | Idol of the Crowds                                         | Johnny Hanson                            | Arthur Lubin                                                         | Uni                  | [ 108 ]              |
| 1937 | Adventure's End                                            | Duke Slade                               | Arthur Lubin                                                         | Uni                  | [ 109 ]              |
| 1937 | Born to the West                                           | Dare Rudd                                | Charles Barton                                                       | Par                  | [ 110 ] [ 111 ]      |
| 1938 | Pals of the Saddle                                         | Stoney Brooke                            | George Sherman                                                       | Rep                  | [ 112 ] [ 113 ]      |
| 1938 | Overland Stage Raiders                                     | Stoney Brooke                            | George Sherman                                                       | Rep                  | [ 114 ]              |
| 1938 | Santa Fe Stampede                                          | Stoney Brooke                            | George Sherman                                                       | Rep                  | [ 115 ]              |
| 1938 | Red River Range                                            | Stoney Brooke                            | George Sherman                                                       | Rep                  | [ 116 ]              |
| 1939 | Diligensen                                                 | Henry ("The Ringo Kid")                  | John Ford                                                            | UA                   | [ 117 ] [ 118 ]      |
| 1939 | The Night Riders                                           | Stoney Brooke                            | George Sherman                                                       | Rep                  | [ 119 ]              |
| 1939 | Three Texas Steers                                         | Stoney Brooke                            | George Sherman                                                       | Rep                  | [ 120 ] [ 121 ]      |
| 1939 | Wyoming Outlaw                                             | Stoney Brooke                            | George Sherman                                                       | Rep                  | [ 122 ]              |
| 1939 | New Frontier                                               | Stoney Brooke                            | George Sherman                                                       | Rep                  | [ 123 ]              |
| 1939 | Den förste rebellen                                        | Jim Smith                                | William A. Seiter                                                    | RKO                  | [ 124 ] [ 125 ]      |
| 1940 | Nattens brigad                                             | Bob Seton                                | Raoul Walsh                                                          | Rep                  | [ 126 ] [ 127 ]      |
| 1940 | Three Faces West                                           | John Phillips                            | Bernard Vorhaus                                                      | Rep                  | [ 128 ]              |
| 1940 | Den långa resan hem                                        | Ole Olson                                | John Ford                                                            | UA                   | [ 129 ]              |
| 1940 | Sju syndare                                                | Lt. Dan Brent                            | Tay Garnett                                                          | Uni                  | [ 130 ]              |
| 1941 | A Man Betrayed                                             | Lynn Hollister                           | John H. Auer                                                         | Rep                  | [ 131 ]              |
| 1941 | Stormfloden                                                | John Reynolds                            | Bernard Vorhaus                                                      | Rep                  | [ 132 ]              |
| 1941 | Skogarnas dotter                                           | Matt Matthews                            | Henry Hathaway                                                       | Par                  | [ 133 ] [ 134 ]      |
| 1942 | Jack Morgan, äventyraren                                   | Jack Morgan                              | Leigh Jason                                                          | Rep                  | [ 135 ]              |
| 1942 | Skörda i den vilda stormen                                 | Capt. Jack Stuart                        | Cecil B. DeMille                                                     | Par                  | [ 136 ]              |
| 1942 | Guldfågeln                                                 | Roy Glennister                           | Ray Enright                                                          | Uni                  | [ 137 ] [ 138 ]      |
| 1942 | Äventyrare i Sacramento                                    | Tom Craig                                | William McGann                                                       | Rep                  | [ 139 ] [ 140 ]      |
| 1942 | Flygande tigrarna                                          | Jim Gordon                               | David Miller                                                         | Rep                  | [ 141 ]              |
| 1942 | Det hände i Paris                                          | Pat Talbot                               | Jules Dassin                                                         | MGM                  | [ 142 ]              |
| 1942 | Nattens ängel                                              | Charles "Pittsburgh" Markham             | Lewis Seiler                                                         | Uni                  | [ 143 ]              |
| 1943 | En natt med en cowboy                                      | Duke Hudkins                             | William A. Seiter                                                    | RKO                  | [ 144 ] [ 145 ]      |
| 1943 | Den stora oljeruschen                                      | Daniel "Dan" F. Somers                   | Al Rogell                                                            | Rep                  | [ 146 ] [ 147 ]      |
| 1944 | Stilla havets hjältar                                      | Wedge Donovan                            | Edward Ludwig                                                        | Rep                  | [ 148 ]              |
| 1944 | En cowboy rensar stan                                      | Rocklin                                  | Edwin L. Marin                                                       | RKO                  | [ 149 ] [ 150 ]      |
| 1944 | Äventyr i San Francisco                                    | Duke Fergus                              | Joseph Kane                                                          | Rep                  | [ 151 ] [ 152 ]      |
| 1945 | Djungelpartisaner                                          | Col. Joseph Madden                       | Edward Dmytryk                                                       | RKO                  | [ 153 ]              |
| 1945 | De skulle offras                                           | Lt. Rusty Ryan                           | John Ford                                                            | MGM                  | [ 154 ]              |
| 1945 | Dakota                                                     | John Devlin                              | Joseph Kane                                                          | Rep                  | [ 155 ] [ 156 ]      |
| 1946 | Skandal på nattexpressen                                   | Rusty Thomas                             | Mervyn LeRoy                                                         | RKO                  | [ 157 ]              |
| 1947 | Ängeln och den laglöse                                     | Quirt Evans                              | James Edward Grant                                                   | Rep                  | [ 158 ] [ 159 ]      |
| 1947 | Stormfloden                                                | Johnny Munroe                            | Richard Wallace                                                      | RKO                  | [ 160 ]              |
| 1948 | Red River                                                  | Thomas Dunson                            | Howard Hawks                                                         | Mop UA               | [ 161 ] [ 162 ]      |
| 1948 | Indianöverfallet vid Fort Apache                           | Capt. Kirby York                         | John Ford                                                            | Arg RKO              | [ 163 ] [ 164 ]      |
| 1948 | Flykt genom öknen                                          | Robert Marmaduke Hightower               | John Ford                                                            | Arg MGM              | [ 165 ] [ 166 ]      |
| 1948 | Röda häxan                                                 | Capt. Ralls                              | Edward Ludwig                                                        | Rep                  | [ 167 ]              |
| 1949 | The Fighting Kentuckian                                    | John Breen                               | George Waggner                                                       | Rep                  | [ 168 ] [ 169 ]      |
| 1949 | Larm över prärien                                          | Capt. Nathan Brittles                    | John Ford                                                            | Arg RKO              | [ 170 ] [ 171 ]      |
| 1949 | Nationens hjältar                                          | Sgt. John M. Stryker                     | Allan Dwan                                                           | Rep                  | [ 172 ]              |
| 1950 | Gränsryttarna vid Rio Grande                               | Lt. Col. Kirby Yorke                     | John Ford                                                            | Arg Rep              | [ 173 ] [ 174 ]      |
| 1951 | Operation i Stilla Havet                                   | "Duke" Gifford                           | George Waggner                                                       | WB                   | [ 175 ]              |
| 1951 | Attack i luften                                            | Major Daniel "Dan" Xavier Kirby          | Nicholas Ray                                                         | RKO                  | [ 176 ]              |
| 1952 | Miracle in Motion                                          | Narrator                                 |                                                                      | Rep                  |                      |
| 1952 | Hans vilda fru                                             | Sean Thornton                            | John Ford                                                            | Arg Rep              | [ 177 ]              |
| 1952 | Spioncentral Hawaii                                        | Big Jim McLain                           | Edward Ludwig                                                        | W-F WB               | [ 178 ]              |
| 1953 | En chans på tusen                                          | Steve Aloysius Williams                  | Michael Curtiz                                                       | WB                   | [ 179 ]              |
| 1953 | SOS - vi nödlandar                                         | Capt. Dooley                             | William A. Wellman                                                   | W-F WB               | [ 180 ]              |
| 1953 | Hondo                                                      | Hondo Lane                               | John Farrow                                                          | W-F WB               | [ 181 ] [ 182 ]      |
| 1954 | Mellan himmel och hav                                      | Dan Roman                                | William A. Wellman                                                   | WB W-F Batjac Par    | [ 183 ]              |
| 1955 | Jakten över havet                                          | Capt. Karl Ehrlich                       | John Farrow                                                          | WB                   | [ 184 ]              |
| 1955 | Screen Directors Playhouse                                 | Mike Cronin                              | John Ford                                                            |                      |                      |
| 1955 | Det blodiga sundet                                         | Captain Tom Wilder                       | William A. Wellman                                                   | WB                   | [ 185 ]              |
| 1956 | Erövraren                                                  | Temüjin (Genghis Khan)                   | Dick Powell                                                          | RKO                  | [ 186 ]              |
| 1956 | Förföljaren                                                | Ethan Edwards                            | John Ford                                                            | CVW WB               | [ 187 ] [ 188 ]      |
| 1957 | Hennes vilda man                                           | Frank "Spig" Wead                        | John Ford                                                            | MGM                  | [ 189 ]              |
| 1957 | Det finns inga gränser                                     | Colonel Jim Shannon                      | Josef von Sternberg                                                  | RKO Uni              | [ 190 ]              |
| 1957 | Under Saharas sol                                          | Joe January                              | Henry Hathaway                                                       | Batjac UA            | [ 191 ]              |
| 1958 | Barbaren och geishan                                       | Townsend Harris                          | John Huston                                                          | 20th                 | [ 192 ]              |
| 1959 | Rio Bravo                                                  | John T. Chance                           | Howard Hawks                                                         | Arm WB               | [ 193 ] [ 194 ]      |
| 1959 | De tappras väg                                             | Col. John Marlowe                        | John Ford                                                            | UA                   | [ 195 ] [ 196 ]      |
| 1960 | The Alamo                                                  | Col. David Crockett                      | John Wayne                                                           | Batjac UA            | [ 197 ] [ 198 ]      |
| 1960 | North to Alaska                                            | Sam McCord                               | Henry Hathaway                                                       | 20th                 | [ 199 ] [ 200 ]      |
| 1960 | Wagon Train                                                | General William Tecumseh Sherman         | John Ford                                                            |                      |                      |
| 1961 | Comancheros                                                | Jake Cutter                              | Michael Curtiz                                                       | 20th                 | [ 201 ] [ 202 ]      |
| 1962 | Alcoa Premiere                                             | Sgt.-Umpire in Korea                     | N/A                                                                  |                      |                      |
| 1962 | Mannen som sköt Liberty Valance                            | Tom Doniphon                             | John Ford                                                            | Par                  | [ 203 ] [ 204 ]      |
| 1962 | Hatari!                                                    | Sean Mercer                              | Howard Hawks                                                         | Par                  | [ 205 ]              |
| 1962 | Den längsta dagen                                          | Benjamin H. Vandervoort                  | Ken Annakin Andrew Marton Bernard Wicki Darryl F. Zanuck Gerd Oswald | 20th                 | [ 206 ]              |
| 1962 | Så vanns vilda västern                                     | Gen. William Tecumseh Sherman            | John Ford Henry Hathaway George Marshall                             | MGM                  | [ 207 ] [ 208 ]      |
| 1963 | Donovan's krog                                             | Michael Patrick Donovan                  | John Ford                                                            | Par                  | [ 209 ]              |
| 1963 | McLintock!                                                 | George Washington McLintock              | Andrew V. McLaglen                                                   | Batjac UA            | [ 210 ] [ 211 ]      |
| 1964 | Wild West Show                                             | Matt Masters                             | Henry Hathaway                                                       | SB UA                | [ 212 ]              |
| 1965 | Mannen från Nasaret                                        | The Centurion (Longinus)                 | George Stevens                                                       | UA                   | [ 213 ]              |
| 1965 | Första segern                                              | Capt. Rockwell Torrey                    | Otto Preminger                                                       | Sig Par              | [ 214 ]              |
| 1965 | Katie Elders fyra söner                                    | John Elder                               | Henry Hathaway                                                       | Par                  | [ 215 ] [ 216 ]      |
| 1966 | Skuggan av en jätte                                        | Gen. Mike Randolph                       | Melville Shavelson                                                   | Batjac UA            | [ 217 ]              |
| 1966 | El Dorado                                                  | Cole Thornton                            | Howard Hawks                                                         | Par                  | [ 218 ] [ 219 ]      |
| 1967 | Pansar-diligensen                                          | Taw Jackson                              | Burt Kennedy                                                         | Batjac Uni           | [ 220 ] [ 221 ]      |
| 1968 | De gröna baskrarna                                         | Col. Mike Kirby                          | John Wayne Ray Kellogg                                               | Batjac WB            | [ 222 ]              |
| 1968 | Hellfighters                                               | Chance Buckman                           | Andrew V. McLaglen                                                   | Uni                  | [ 223 ]              |
| 1969 | De sammanbitna                                             | U.S. Marshal Reuben J. "Rooster" Cogburn | Henry Hathaway                                                       | Par                  | [ 224 ] [ 225 ]      |
| 1969 | De obesegrade                                              | Col. John Henry Thomas                   | Andrew V. McLaglen                                                   | 20th                 | [ 226 ] [ 227 ]      |
| 1970 | No Substitute for Victory                                  | Berättaren                               | Robert F. Slatzer                                                    | AK                   |                      |
| 1970 | Chisum                                                     | John Chisum                              | Andrew V. McLaglen                                                   | Batjac WB            | [ 228 ] [ 229 ]      |
| 1970 | Rio Lobo                                                   | Cord McNally                             | Howard Hawks                                                         | Par                  | [ 230 ] [ 231 ]      |
| 1970 | Harry Jacks: A Man and His Art                             | Berättareb/Röstroll                      | N/A                                                                  | N/A                  |                      |
| 1971 | Big Jake                                                   | Jacob McCandles                          | George Sherman                                                       | Batjac Par           | [ 232 ] [ 233 ]      |
| 1972 | The Cowboys                                                | Wil Andersen                             | Mark Rydell                                                          | WB                   | [ 234 ] [ 235 ]      |
| 1973 | Den hårda ritten                                           | Lane                                     | Burt Kennedy                                                         | Batjac WB            | [ 236 ] [ 237 ]      |
| 1973 | Galgen väntar                                              | J.D. Cahill                              | Andrew V. McLaglen                                                   | Batjac WB            | [ 238 ] [ 239 ]      |
| 1974 | McQ                                                        | Det. Lt. Lon McQ                         | John Sturges                                                         | Batjac L-G WB        | [ 240 ]              |
| 1975 | Brannigan                                                  | Lt. James Brannigan                      | Douglas Hickox                                                       | UA                   | [ 241 ]              |
| 1975 | Huka dig Rooster, nu laddar hon om                         | Marshal Reuben J. "Rooster" Cogburn      | Stuart Millar                                                        | Uni                  | [ 242 ] [ 243 ]      |
| 1976 | Den siste gunfightern                                      | John Bernard Books                       | Don Siegel                                                           | DDL PA               | [ 244 ] [ 245 ]      |

### Som sig själv
| År        | Titel | Roll                         | Regissör               | Filmstudio  | Refs.   |
| --------- | --- | ---------------------------- | ---------------------- | ----------- | ------- |
| 1932      | The Voice of Hollywood: No. 13 | Sig själv                    | Mark D'Agostino        | Tif         | [ 246 ] |
| 1932      | Running Hollywood | Sig själv                    | Charles Lamont         | Uni         |         |
| 1932      | The Hollywood Handicap | Sig själv                    | Charles Lamont         | Uni         | [ 247 ] |
| 1940      | Screen Snapshots Series 19, No. 8: Cowboy Jubilee                                                                                            | Sig själv                    | Ralph Staub            | Rep         |         |
| 1941      | Meet the Stars: Past and Present | Sig själv                    | Harriet Parsons        | Rep         |         |
| 1944      | Memo for Joe | Sig själv                    | Richard Fleischer      | N/A         |         |
| 1949      | Screen Snapshots: Hollywood Rodeo | Sig själv                    | Ralph Staub            | Col         |         |
| 1950      | Screen Snapshots: Hollywood's Famous Feet | Sig själv (okrediterad)      | N/A                    | Col         |         |
| 1951      | Screen Snapshots: Reno's Silver Spur Awards                                                                                                  | Sig själv                    | Ralph Staub            | Col         |         |
| 1951      | The Screen Director | Sig själv                    |                        | WB          |         |
| 1951      | Screen Snapshots: Hollywood Awards | Sig själv                    | Ralph Staub            | Col         |         |
| 1953      | Three Lives | Sig själv/kommentator        | N/A                    |             |         |
| 1953      | The Colgate Comedy Hour | Sig själv/Skådespelare       | Episode: #4.2          | N/A         |         |
| 1953      | The 25th Annual Academy Awards | Sig själv                    |                        | N/A         |         |
| 1953      | The Colgate Comedy Hour | Sig själv/Prispresentatör    | Episode: #6.9          | N/A         |         |
| 1954      | The 26th Annual Academy Awards | Sig själv/Audience Member    |                        | N/A         |         |
| 1954      | This is Your Life | Sig själv                    | N/A                    |             |         |
| 1955      | Screen Snapshots: The Great Al Jolson | Sig själv                    | Ralph Staub            | Col         |         |
| 1955      | Krutrök | Sig själv                    | Charles Marquis Warren |             |         |
| 1955      | Sheilah Graham in Hollywood | Sig själv                    | N/A                    |             |         |
| 1955      | The Milton Berle Show | Sig själv                    | N/A                    |             |         |
| 1955      | I Love Lucy | Sig själv                    | N/A                    |             |         |
| 1955      | Producers' Showcase | Sig själv                    | N/A                    |             |         |
| 1955      | Casablanca | Sig själv (Gäst)             | N/A                    |             |         |
| 1956      | Climax! | Sig själv                    | N/A                    |             |         |
| 1956      | Screen Directors Playhouse | Sig själv                    | Fred Zinnemann         |             |         |
| 1958      | Kärlek och reklam | Sig själv                    | Hal Kanter             | RKO Uni     | [ 248 ] |
| 1958      | The 30th Annual Academy Awards | Sig själv                    | N/A                    | N/A         |         |
| 1958      | Screen Snapshots: Salute to Hollywood | Sig själv                    | N/A                    | Col         |         |
| 1958      | Wide Wide World | Sig själv                    |                        |             |         |
| 1959      | World's Heavyweight Championship Fight: Floyd Patterson Heavyweight Chamion of the World Vs. Ingemar Johanson Heavyweight Champion of Europe | Sig själv (okrediterad)      | N/A                    | N/A         |         |
| 1959      | The 31st Annual Academy Awards | Sig själv                    | N/A                    | N/A         |         |
| 1960      | The Spirit of The Alamo | Sig själv                    | N/A                    | ABC Channel |         |
| 1960      | The 32nd Annual Academy Awards | Sig själv                    | N/A                    | N/A         |         |
| 1960      | The Jack Paar Tonight Show | Sig själv                    | N/A                    |             |         |
| 1960      | The Jack Benny Program | Sig själv                    | N/A                    |             |         |
| 1960      | What's My Line? | Sig själv/Mystisk gäst       | N/A                    |             |         |
| 1960-1964 | Cinépanorama | Sig själv                    | N/A                    |             |         |
| 1960      | The Ed Sullivan Show | Sig själv                    | N/A                    |             |         |
| 1961      | The Challenge of Ideas | Sig själv                    |                        |             |         |
| 1962      | Here's Hollywood | Sig själv                    | N/A                    |             |         |
| 1963      | The Dick Powell Show | Sig själv                    | N/A                    |             |         |
| 1965      | The Making of In Harm's Way | Sig själv                    | N/A                    |             |         |
| 1966      | The Lucy Show | Sig själv                    | N/A                    |             |         |
| 1966      | Magic Mansion | Sig själv                    | N/A                    |             |         |
| 1966      | The Merv Griffin Show | Sig själv/Gäst               | N/A                    |             |         |
| 1966-1969 | The Red Skeleton Hour | Sig själv                    | N/A                    |             |         |
| 1967      | The Artist and the American West | Sig själv                    | N/A                    |             |         |
| 1967      | A Nation Builds Under Fire | Sig själv                    | Harry Middleton        |             |         |
| 1967      | The Beverly Hillbillies | Sig själv                    | Joseph Depew           |             |         |
| 1967      | The Dean Martin Comedy Hour | Sig själv                    | N/A                    |             |         |
| 1968      | The Movie Makers | Sig själv                    | N/A                    |             |         |
| 1968-1969 | The Joey Bishop Show | Sig själv                    | N/A                    |             |         |
| 1968-1973 | Rowan and Martin's Laugh-In | Sig själv                    | N/A                    | N/A         |         |
| 1969-1971 | The Glenn Campbell Good Time Hour | Sig själv                    | N/A                    |             |         |
| 1970      | John Wayne and Chisum | Sig själv                    | N/A                    |             |         |
| 1970      | Plimpeton! Shoot out at Rio Lobo | Sig själv                    | N/A                    |             |         |
| 1970      | The Movie Game | Sig själv                    | N/A                    |             |         |
| 1970      | Swing Out, Sweet Land | Sig själv                    | Stan Harris            |             |         |
| 1970      | Raquel! | Sig själv                    | N/A                    |             |         |
| 1970      | The 27th Annual Golden Globes Awards | Sig själv                    | N/A                    |             |         |
| 1970      | The 42nd Annual Academy Awards | Sig själv                    |                        | N/A         |         |
| 1971      | Sehnsucht nach dem Wilden Westen | Sig själv                    | N/A                    |             |         |
| 1971      | The Bob Hope Show | Sig själv                    | N/A                    |             |         |
| 1971      | Directed by John Ford | Sig själv                    | Peter Bogdanovich      | AFI         |         |
| 1971      | Everything You Wanted to Know About Jack Benny But Were afraid to Ask                                                                        | Sig själv                    | N/A                    |             |         |
| 1971-1976 | The Tonight Show Starring Johnny Carson | Sig själv                    | N/A                    | N/A         |         |
| 1971      | The American West of John Ford | Sig själv                    | Denis Sanders          | N/A         |         |
| 1971-1975 | V.I.P. Schaukel | Sig själv/Mystisk gäst       | N/A                    |             |         |
| 1972      | The Breaking of Boys and the Making of Men                                                                                                   | Sig själv                    | N/A                    |             |         |
| 1972      | Cancel My Reservation | Sig själv                    | Paul Bogart            | WB          |         |
| 1972      | The 44th Annual Academy Awards | Sig själv                    |                        | N/A         |         |
| 1972      | The David Frost Show | Sig själv                    | N/A                    |             |         |
| 1973      | The Wayne Train | Sig själv                    | N/A                    |             |         |
| 1973      | RCA's Opening Night | Sig själv                    | N/A                    |             |         |
| 1973      | Cavalcade of Champions | Sig själv                    | N/A                    |             |         |
| 1974      | John Wayne and Glenn Campbell and the Musical West                                                                                           | Sig själv                    | N/A                    |             |         |
| 1974      | The Dean Martin Celebrity Roast: Bob Hope | Sig själv (Pretaped Message) | N/A                    | N/A         |         |
| 1974      | Maude | Sig själv                    | Hal Cooper             |             |         |
| 1974      | Parkinson | Sig själv                    | N/A                    |             |         |
| 1974      | AFI Life Achievement Award: A Tribute to James Cagney                                                                                        | Sig själv                    | N/A                    | N/A         |         |
| 1975      | Texaco Presents: A Quarter Century of Bob Hope on Television                                                                                 | Sig själv                    | N/A                    |             |         |
| 1975      | Bob Hope on Campus | Sig själv                    | N/A                    |             |         |
| 1975      | The 17th Annual TV Week Logie Awards | Sig själv                    | N/A                    | N/A         |         |
| 1975      | Backstage in Hollywood | Sig själv                    | N/A                    |             |         |
| 1975      | The 47th Annual Academy Awards | Sig själv                    |                        | N/A         |         |
| 1976      | Backlot USA | Sig själv                    | N/A                    |             |         |
| 1976      | The Mike Douglas Show | Sig själv                    | N/A                    |             |         |
| 1976      | The 2nd Annual People's Choice Awards | Sig själv                    | N/A                    |             |         |
| 1976      | An All Star Tribute to John Wayne | Sig själv (Guest of Honor)   | N/A                    |             |         |
| 1976      | CBS Salutes Lucy: The First 25 Years | Sig själv                    | N/A                    |             |         |
| 1976      | Chesty: Tribute to a Legend | Sig själv                    | John Ford              |             |         |
| 1976      | America Salutes Richard Rodgers: The Sound of His Music                                                                                      | Sig själv                    | N/A                    |             |         |
| 1977      | The 3rd Annaul People's Choice Awards | Sig själv                    | N/A                    |             |         |
| 1977      | Home for the Seabees | Sig själv                    | N/A                    |             |         |
| 1977      | An All-Star Tribute to Elizabeth Taylor | Sig själv                    | N/A                    |             |         |
| 1977      | Super Night at the Super Bowl | Sig själv                    | N/A                    |             |         |
| 1977      | Jimmy Carter's Inaugural Address Gala | Sig själv                    | N/A                    |             |         |
| 1978      | AFI Life Achievement Award: A Tribute to Henry Fonda                                                                                         | Sig själv                    |                        | N/A         |         |
| 1978      | ABC:s Silver Anniversary Celebration | Sig själv                    | N/A                    |             |         |
| 1978      | Happy Birthday, Bob | Sig själv                    | N/A                    |             |         |
| 1978      | General Electric's All Star Anniversary | Sig själv/Värd               | N/A                    |             |         |
| 1978      | Early American Christmas | Sig själv                    | N/A                    |             |         |
| 1979      | The 51st Annual Academy Awards | Sig själv                    | N/A                    | N/A         |         |
| 1979      | The Barbara Walters Summer Special | Sig själv                    | N/A                    | N/A         |         |